# 센티널어
센티널어(Sentinelese language)는 인도령 안다만 니코바르 제도의 북센티널섬에 거주하는 센티널족이 사용하는 언어다.
안다만 언어의 일종으로 분류되나 연구가 거의 불가능하여 계통이 명확하지 않아 미분류 언어로 남아 있다. 다만 문화의 유사성 및 문명의 수준 등을 보았을 때 대안다만어족보다는 옹게어족에 속할 가능성이 높은 것으로 추측된다. 그러나 북센티널섬에 옹게족 사람을 데려가 접촉을 시도했을 때 소통이 전혀 되지 않았다는 기록도 있다.
최소 50에서 많게는 400명이 이 언어를 사용할 것으로 보이며, 오직 센티널족만이 이 언어를 구사한다. 센티널족들이 아직까지 언어들을 잘 물려주는 편이라 소멸위기언어가 아니다.

## 같이 보기
- 센티넬족
- 안다만어족